# Jeton Kelmendi

### Jeton Kelmendi
Sinh ở thành phố Pesa, Kosovo (1978)

## Tiểu sử Jeton Kelmendi
Sinh ở thành phố Pesa, Kosovo (1978), học tiểu học ở đấy. Sau đó tốt nghiệp đại học 
Prishtina, Bachelor of Arts: hoàn tất việc học ở đại học Free University of Brussels, Bỉ quốc, 
chuyên về nghiên cứu quốc tế và an ninh. Hiện đang chuẩn bị luận án tiến sĩ về phương tiện 
truyền thông và chính trị. Anh đã viết thơ, văn xuôi, tiểu luận và truyện ngắn từ nhiều năm. 
Thường xuyên viết bài cho các báo ở Albania và nước ngoài về các vấn đề văn hóa, chính trị, 
đặc biệt về bang giao quốc tế. Đã xuất bản nhiều sách: "The Century of Promises" (1999). 
Thơ anh đã được dịch ra 22 ngôn ngữ và phổ biến trên các tạp chí văn nghệ quốc tế. Anh là 
một cựu chiến binh trong cuộc chiến tranh giải phóng ở Kosovo những năm 1998 - 1999. 
Hiện anh sống và làm việc tại Brussels.

## bài thơ
- Bà Lời và Ông Ý
- Trong bóng che của hồi tưởng
- Nữ hoàng Của Đêm

Stuttgart Đầu Xuân 2013 
Bản dịch: © nguyenchỉtrung
Dr. Chi-Trung Nguyen